# فنيدق
فنيدق هي قرية لبنانية من قرى قضاء عكار في محافظة الشمال. تقع في تجمع للقرى يسمى جرد عكار.
أصل التسمية:
أرجح الظن أن كلمة فنيدق هي تصغير لكلمة فندق (نزل) وقد أطلق عليها هذا الاسم لكونها محطة لعبور القوافل ونقطة وصل بين طرابلس والبقاع، وهذه التسمية تعود إلى اللغة الإغريقية، واشتقت من اللغة العربية كلمة فندق، وتتميز هذه البلدة بموقع جبال القموعة الحرجية الكثيفة، وغابة العذر النادرة في العالم ومغارة نبع فنيدق. أما من ناحية الآثار التاريخية القديمة ففي البلدة نواويس محفورة في الصخر، تحمل نقوشا رومانية إلى جانب بناء قديم يعرف اليوم بقلعة عاروبة.
معطيات جغرافية
فنيدق بلدة عكارية تقع في الشمال الشرقي من مدينة طرابلس وتبعد عنها حوالي 45 كلم، وعن العاصمة بيروت 120 كلم، وعن حلبا مركز القضاء حوالي 25 كلم.
ويصلها الزائر عبر أوتوستراد ببنين وعبر طريق برقايل فنيدق، وعبر طريق الجومة تاشع – فنيدق وعبر طريق القبيات الشمبوق – القموعة وعبر طريق عكار العتيقة القموعة، وعبر طريق حلبا رحبة الصدقة.
تقوم فنيدق على أرض تبدأ مرتفعة من جهة الشرق وتنتهي منخفضة من جهة الغرب ويبلغ ارتفاع وسط البلدة عن سطح البحر حوالي 1200 م ويصل في منطقة القموعة إلى 1650 م وينتهي بأعلى قمة في عكار قمة جبل عارومة ويصل إلى 2250 م تقريباً.
مما يكسبها مناخاً معتدلاً صيفاً وشتاءً مثلجاً قارس البرودة.
تبلغ مساحة القرية حوالي 45 كيلو متر وتعتبر أكبر بلدة من حيث المساحة في عكارويحدها 
من الشرق: بيت جعفر – الهرمل.
من الغرب: مشمش – القرنة – رحبة.
من الشمال: عكار العتيقة – رحبة – تاشع – ممنع.
من الجنوب: مشمش
تتألف القرية من حوالي 3000 وحدة سكنية تتجمع بمعظمها عن يمين ويسار الطريق العام فتبدو للزائر قلعة حجرية ويتفرع من القرية عدّة أحياء سكنية عشوائية تفتقد التنظيم المدني وهي منتشرة على أطراف تتصل هذه الأحياء بالقرية الأم عبر طرقات ضيقة شبه معبّدة.
الأحياء السكنية في البلدة: الحرف – الدورة – الغربية – الدقارين – المزرعة – القبع – التل – القبة – حرف الأبيض – الغابة – النصوب – حرف الشيح خليل – عين أبو حسن - - حي الحقل – عين الطاسية –حارة الضليل – البحصاصة – الظهر – حي المدارس –السهم –الجسر.
أول عائلة سكنت البلدة هي عائلة زكريا ثم توالت عائلات عديدة هي: زهرمان – الحاج ديب –الوهم_ جود – كنعان – صلاح الدين – السيد – الكك – البعريني- سعود، ويتفرع من هذه العائلات أفخاذ متعددة وبأسماء متنوعة.
المواقع السياحية والأثرية:
منطقة القموعة التي تتصل بخراج بلدة فنيدق يوجد فيها آثار رومانية وبيزنطية، ولا زالت الدافن منتشرة في سفح جبل «جرن عيت القاق» المطل على سهلة القموعة.
ومن المواقع الأثرية:
قمة جبل عارومة «يسميه أهل البلدة قلعة عروية» ومن ميزاتها انها تطل على بحيرة حمص ويسودها شجر الأرز.
وكذلك تعتبر منطقة القموعة من أجمل المواقع السياحية في لبنان
توجد فيها الينابيع العذبة والغابات الجميلة إلا ان إهمال الدولة جعلها منسية من ذاكرة السياح.